# Surreelle tal
 Denne artikel bør gennemlæses af en person med fagkendskab for at sikre den faglige korrekthed.

Indenfor matematik er surreelle tal elementerne i et legeme, som både indeholder de reelle tal og uendeligt store og små tal.
Definitionen og konstruktionen af surreelle tal stammer fra John Horton Conway. De blev første gang beskrevet i Donald Knuth's bog: "How Two Ex-Students Turned on to Pure Mathematics and Found Total Happiness" fra 1974. I bogen bruger Knuth ordet surreelle tal, for det Conway tidligere havde bare havde kaldt tal. Conway beskrev de surreelle tal og brugte dem til at analysere spil i bogen "On numbers and Games" fra 1976.

## Konstruktionen af de surreelle tal
De surreelle tal kan defineres ud fra kun to regler:
- Konstruktionsreglen: Hvis L og R (L og R står for det engelsk left og right, som betyder hhv. venstre og højre) er to mængder, sådan at intet element i L er mindre end eller lig noget element i R, er {L|R} et surreelt tal.
- Sammenligningsreglen: Hvis x={XL|XR} og y={YL|YR} så gælder x ≤ y hvis og kun hvis y ikke er mindre end eller lig noget element i XL, og intet element i YR er mindre end eller lig x.

Med disse definitioner findes der surreelle tal x og y så x≤y og y≤x. Man definerer derfor:
x==y hvis og kun hvis x≤y og y≤x. De to lighedstegn betyder at x og y er ækvivalente, og man siger at x og y tilhører samme ækvivalentklasse.
Det ses at definitionen er rekursiv: Når man har defineret nogle tal, kan man bruge dem til at definere flere tal, osv. Da man til at starte med ikke kender nogle surreelle tal, bliver men nødt til at starte med at definere et tal ved hjælp at den tomme mængde. Det ses at { { } | { } } opfylder kravene for at være et surreelt tal, for der er jo ikke noget element i nogle af mængderne, som ikke opfylder kravene. Man vælger ofte at undlade de indre parenteser, så { { } | { } } skrives ofte som { | }. Dette tal kalder man 0.
Nu hvor man har et surreelt tal, kan man prøve at definere flere. Der er tre muligheder:
{ 0 | }, { | 0 } og { 0 | 0 }.
{ 0 | 0 } er dog ikke et surreelt tal, da 0≤0, men de to andre tal opfylder kravene. Ved hjælp af sammenligningsreglen ses at:
{ | 0 }<{ | }<{ 0 | }
Hvor < betyder "≤ men ikke ==". Man kalder nu {|0} for -1 og {0|} for 1. Med disse tre tal, kan vi definere endnu flere tal:
{ | −1 } == { | −1, 0 } == { | −1, 1 } == { | −1, 0, 1 } <
{ | 0, 1 } == −1 <
{ −1 | 0 } == { −1 | 0, 1 } <
{ −1 | } == { | 1 } == { −1 | 1 } == 0 <
{ 0 | 1 } == { −1, 0 | 1 } <
{ −1, 0 | } == 1 <
{ 1 | } == { 0, 1 | } == { −1, 1 | } == { −1, 0, 1 | }
Dermed er der 4 nye ækvivalentklasser, dvs. klasser af tal, som er ækvivalente: [{ | −1 }], [{ −1 | 0 }], [{ 0 | 1 }] og [{ 1 | }]. { | −1 } er tallet før -1 og kaldes derfor -2. Tilsvarende er { 1 | } tallet efter 1 og der kaldes derfor 2. { −1 | 0 } er tallet mellem -1 og 0, og det kaldes derfor -½, og tilsvarende kaldes { 0 | 1 } for ½. Klassen af tal, der er ækvivalente med x kaldes x. Dermed har vi nu ækvivalentklasserne: -2, -1, -½, 0, ½, 1 og 2. Hvis man bruger et tal x1 til at definere y1, og man erstatter x1 med et andet tal x2, fra samme ækvivalensklasse, får man et tal y2, som er i samme ækvivalensklasse som y1. F.eks: { | 0, 1 } == { | { | 1 }, 1 }. Det afgørende er derfor hvilken ækvivalensklasse et tal tilhører. Man kan derfor skrive:
{ | −1 } == { | −1, 0 } == { | −1, 1 } == { | −1, 0, 1 } <
{ |0, 1 } == −1 <
{ −1 | 0 } == { −1| 0, 1 } <
{ −1 | } == { | 1 } == { −1 | 1 } == 0 <
{ 0 | 1 } == { −1, 0 | 1 } <
{ −1, 0 | } == 1 <
{ 1 | } == { 0, 1 | } == { −1, 1 | } == { −1, 0, 1 | }
som også kan skrives som:
−2 < −1 < −1/2 < 0 < 1/2 < 1 < 2.

## Konstruktion af surreelle tal med endelig induktion
Ovenstående konstruktion af de simpleste surreelle tal skete i trin. Man definerer Sn som mængden af surreelle tal, der er dannet efter n'te trin, hvor konstruktionen af 0 regnes som 0'te trin. Mere formelt defineres Sn således:
- S0={0}
- Si+1 er foreningsmængden af Si og alle de tal, der kan dannes ved hjælp af en delmængde af tallene i Si.

Der gælder nu:
S0 = { 0 }
S1 = { −1 < 0 < 1 }
S2 = { −2 < −1 < −1/2 < 0 < 1/2 < 1 < 2}
S3 = { −3 < −2 < −1 1/2 < −1 < −3/4 < −1/2 < −1/4 < 0 < 1/4 < 1/2 < 3/4 < 1 < 1 1/2 < 2 < 3 }
S4 = ...
Man kan se at:
1. For hvert trin stiger maksimum med 1, og minimum falder med 1.
2. For hvert trin kommer der et nyt tal mellem to på hinanden følgende tal.

Mængden af alle surreelle tal, som bliver dannet i et trin Si, kaldes Sω. Denne mængde består netop af tal af formen:
a/2b
hvor b>0. Dermed kan tal som 1/3, 1/5, 2/5,... ikke dannes i et endeligt antal trin. Disse og mange andre tal kan dog dannes, hvis man tillader uendeligt mange trin.

## Konstruktion af alle surreelle tal
Når man først har defineret Sω, kan man ligesom før finde Sω+1. Til forskel fra før har vi nu uendeligt mange surreelle tal, og mængderne L og R kan derfor have uendeligt mange elementer. Man kan derfor definerer de surreelle tal for alle brøker. F.eks.:
1/3 = { { a / 2b in Sω | 3a < 2b } | { a / 2b in Sω | 3a > 2b } }
På tilsvarende vis kan man definerer alle reelle tal kun ved at bruge tal fra Sω. F.eks.:
π = {3, 25/8, 201/64, ... | ..., 101/32, 51/16, 13/4, 7/2, 4}
Derfor er alle reelle tal i Sω+1. Man kan også definerer mange andre surreelle tal. F.eks.:
ε = { 0 | ..., 1/16, 1/8, 1/4, 1/2, 1 }
Dette er altså et positivt tal, der er mindre end ethvert andet positivt tal. I Sω+1 er også uendeligt:
ω = { Sω | }
Dette er dog ikke de eneste uendeligt store og små surreelle tal der findes. I Sω+2 findes tallene:
2ε = { ε | ..., ε + 1/16, ε + 1/8, ε + 1/4, ε + 1/2, ε + 1 }
ε / 2 = { 0 | ε }
ω + 1 = { ω | }
ω − 1 = { Sω | ω }
Dette kan fortsættes på samme måde som med de hele tal. Man kan altså definerer: ...,ω − 2 ,ω − 1, ω, ω + 1, ω + 2,...
På samme måde som man definerer Sω, kan man også definerer S2ω: S2ω er mængden af alle surreelle tal, som findes i en mængde Sω+i. I mængden S2ω+1 finde nu tal som:
ω + ω = { ω + Sω | }
ω/2 = { Sω | ω − Sω }
Her betyder et tal plus en mængde, at man lægger tallet til alle elementer i mængden, og minus defineres tilsvarende.

## Potenser af uendelig
Man kan også definere potenser af uendelig. F.eks. kvadratroden af ω, og ωω. Man kan endda definere ωx for ethvert surreelt tal x.

## Ekstern henvisning
- Forklaring af de surreelle tal af Claus Tøndering (på engelsk)